# برايان بي غودمان
برايان بي غودمان هو محامي كندي، ولد في 2 يونيو 1947، وتوفي في 18 يونيو 2013.